# Saien
Le Saien fut un croiseur protégé construit à l'AG Vulcan Stettin de Stettin qui appartient alors au Royaume de Prusse intégré à l'Empire allemand (actuellement dans le Voïvodie de Poméranie occidentale en Pologne) pour la Flotte de Beiyang, sous le nom de Jiyuan. 
Il fut une prise de guerre japonaise à l'issue de la première guerre sino-japonaise de 1894-95 et intégra la Marine impériale japonaise le 16 mars 1895.

## Conception
En termes de conception, le Saien ressemblait aux croiseurs japonais contemporains de classe Matsushima, par l'utilisation de gros canons sur une coque de moindre déplacement. Dans le cadre de la flotte chinoise, le Saien était présent à la bataille de Pungdo et à la bataille de la mer Jaune.  

Il a été capturé par les Japonais dans le conflit sino-japonaise pendant la bataille de Weihaiwei et a été mis en service dans la Marine impériale japonaise comme croiseur de 2e classe le 16 mars 1895.

## Histoire
Le service du Saien dans la Marine impériale japonaise a été brève. Il a été parmi les navires de guerre qui ont soutenu l'invasion japonaise de Formose.

Il a pris part au bombardement des défenses côtières de Ta-kaw (Kaohsiung) le 13 octobre 1895. Puis le Saien a été reclassifié en tant que 3e classe de navire de défense côtière à partir du 11 novembre 1904, mais il a participé au blocus et à la bataille de Port-Arthur au début de la guerre russo-japonaise de 1904-1905. 
Le Saien a coulé au large de Port-Arthur 38° 51′ N, 121° 05′ E le 30 novembre 1904 à la suite de l'explosion d'une mine marine.